# Roman Joch
Roman Joch (* 27. října 1971 Banská Bystrica) je český politik, publicista, politický komentátor a překladatel. Je obvykle považován za konzervativce, premiér Petr Nečas ho označil za paleokonzervativce, sám sebe pak Joch označuje jako liberálního neokonzervativce.

## Život
V letech 1994–1996 byl zahraničním tajemníkem Občanské demokratické aliance, v letech 2001–2003 místopředsedou Konzervativní strany a od roku 2003 je ředitelem Občanského institutu, s nímž spolupracuje již od roku 1991.
Absolvoval také stáže v amerických konzervativních think-tancích, a to nejprve v roce 2001 v Acton institute a v roce 2007 v Claremont Institute. Od roku 2007 působí na Národohospodářské fakultě Vysoké školy ekonomické a přednáší zde předmět Politické ideologie a Ekonomické učení F. A. Hayeka. Od stejného roku vyučuje i na vysoké škole CEVRO institut. V roce 2005 také vyučoval předmět Americké konzervativní myšlení na Fakultě sociálních studií Masarykovy univerzity.
Od srpna 2010 do října 2012 vykonával funkci poradce premiéra Petra Nečase v oblasti zahraničí a lidských práv a od roku 2012 do roku 2014 působil jako poradce pražského primátora Tomáše Hudečka.
V komunálních volbách v roce 2014 neúspěšně kandidoval jako nestraník za KDU-ČSL v městské části Praha-Klánovice.
V roce 2020 byl jmenován ředitelem Institutu pro výzkum práce a rodiny Slovenské republiky.
Dne 24. ledna 2025 vystoupil na zpravodajském kanále ČT24 ve večerním pořadu, kde diskutoval o nástupu amerického prezidenta Donalda Trumpa do funkce. Zjevně byl pod vlivem alkoholu, což naznačovala špatná artikulace i celkové vystupování. O několik dní později tuto skutečnost potvrdil sám Joch a oznámil několikaměsíční abstinenci.

## Poradce premiéra
V srpnu 2010 si Jocha vybral premiér Petr Nečas za svého poradce v oblasti zahraničí a lidských práv.
Spolupráci s ním ukončil v říjnu 2012 po článku kritizujícím prezidenta Václava Klause, který Joch uveřejnil na svém blogu.

### Reakce na jmenování poradcem
Na Jochovo jmenování poradcem premiéra reagovalo několik občanských sdružení uspořádáním demonstrací před úřadem vlády 18. srpna 2010. Transparenty protestujících kritizovaly některé z Jochových výroků, například že „kontrolované mučení by mělo být povoleno jen za účelem získávání informací, jež zachrání nevinné životy“ nebo že chilský diktátor Augusto Pinochet patří mezi lidi, kteří „nejsou bez poskvrny; ale nejsou ani beze cti.“ Protestující dále citovali Jochovy výroky, např. že pravice má právo „nastolit pravicový autoritativní režim“, pokud by „západní civilizaci hrozil zánik v důsledku politické a intelektuální impotence levice“ nebo „v důsledku její vnitřní dezintegrace, totiž opuštěním civilizačních hodnot a ctností ve prospěch volného průchodu choutkám a vášním“.
Podle politoložky Vladimíry Dvořákové Joch „v podstatě odmítá i většinový diskurs o lidských právech, a lze očekávat, že se jej bude pokoušet marginalizovat“. Součástí myšlenkové výbavy Romana Jocha je podle ní i radikální antikomunismus, jenž vyrůstá z extrémního konzervativního myšlení a fundamentalistického katolicismu. Ultrakonzervativní diskurs, který Joch reprezentuje, se podle Dvořákové pohybuje na pomezí xenofobie, rasismu a homofobie a v Česku je marginální. Jiří Pehe uvedl, že Joch pojímá lidská práva především z perspektivy lidské svobody a „neuznává kolektivní a sociální lidská práva“. Podle něj bylo možno jen těžko očekávat, že by si k sobě konzervativní premiér pozval liberála, či dokonce socialistu.
Joch byl též terčem kritiky ze strany odpůrců vojenské intervence NATO vůči Jugoslávii a americké intervenční zahraniční politiky obecně. Byl také kritizován pro své výroky vyjadřující nekompromisní nárok na absolutní pravdu pro katolickou církev: „Celá Pravda nesmíchaná s omyly je jen v Církvi katolické. Proto to nejlepší, co člověk může udělat, je stát se katolíkem.“

### Odvolání
Dne 2. října 2012 označil Joch ve svém blogu prezidenta Václava Klause nepřímo za „ufňukanou kremlofilní bábu“. Reagoval tak na to, že Klaus incident v Chrastavě 28. září 2012, při němž ho šestadvacetiletý Pavel Vondrouš zasáhl pistolí střílející plastové kuličky, popsal jako „atentát na prezidenta republiky“. „Na levici nenávidím a – upřímně – nesnáším tu její ufňukanost, mentalitu plačtivého ‚cry-baby‘, neustálého sebe-stylizování do role věčné oběti… A nesnáším to taky na presidentovi,“ pokračoval Joch.
Premiér Petr Nečas se od jeho slov jednoznačně distancoval a ještě týž den rozhodl o ukončení všech smluvních vztahů mezi Jochem a Úřadem vlády. Slovenský deník SME ve svém komentáři vyslovil domněnku, že Joch byl Nečasem obětován, aby si premiér ještě více nepokazil vztahy s prezidentem.

## Soukromí
Roman Joch je katolík. K víře konvertoval díky osobnosti amerického politického filosofa, politika a publicisty slovenského původu Michaela Novaka, se kterým se seznámil poprvé při jeho návštěvě Slovenska na počátku devadesátých let. Rozhodující pro něj byla četba jeho méně známé knihy nazvané Proč jsem katolíkem, na jejímž základě se pak rozhodl křesťanem stát.

## Rodina
Joch je slovenského původu. Manželkou Romana Jocha je Jana Jochová Trlicová, předsedkyně Aliance pro rodinu (dříve Výbor na obranu rodičovských práv).

## Dílo
Roman Joch je autorem řady monografií, odborných studií a článků, jakož i běžných publicistických článků v denících Mladá fronta dnes, Lidové noviny, serveru Česká pozice a dalších médiích.

### Knihy
- Americká zahraniční politika a role USA ve světě (2000, Občanský institut)
- Američtí státníci dvacátého století (2001, Občanský institut)
- Proč právě Irák? Příčiny a důsledky konfliktu (2003)
- Frank S. Mayer: Vzpoura proti revoluci dvacátého století (2003, překlad a komentáře)
- Ne, pane premiére (2013)